# Liebfrauenkirche (Trevír)
Liebfrauenkirche je kostel v německém městě Trevír. Spolu s katedrálou v Magdeburgu je příkladem nejranější německé gotiky. V roce 1986 byl zapsán na seznam Světového dědictví UNESCO, spolu s římskými památkami v Trevíru a nedaleko stojící katedrálou v Trevíru. Podle nápisu v samotném chrámu byla jeho stavba zahájena roku 1227 a skončena v roce 1243. Odborníci však tato data zpochybňují a začátek stavby posouvají k roku 1230 a konec k letopočtu 1260. Kostel je katolický. Roku 1951 mu papež propůjčil titul basilica minor.